# Salva Cola
Salva Cola est une marque commerciale de boisson gazeuse concurrente de Coca-Cola déposée en 1947 au Salvador. Elle est embouteillée par La Cascada, S.A.